# Birnbaum (kommunfritt område)
Birnbaum är ett kommunfritt område i Landkreis Kronach i Regierungsbezirk Oberfranken i förbundslandet Bayern i Tyskland.